# Министерство иностранных дел Индии
Министерство иностранных дел Индии отвечает за внешние отношения Индии. Министр иностранных дел является членом Совета Министров. Министр иностранных дел также курирует Индийскую дипломатическую службу.
По состоянию на август 2022 года действующим министром является Субраманьям Джайшанкар.

## История
Первоначально министерство называлось Министерством иностранных дел и по делам Содружества, оставшимся от британского владычества. В 1948 году оно было переименовано в Министерство иностранных дел. Премьер-министр Индии Джавахарлал Неру также являлся главой МИДа до своей смерти в 1964 году, и только тогда был назначен отдельный министр иностранных дел.
7 января 2016 года министерство было объединено с Министерством по делам индийцев за рубежом. Правительство заявило, что это решение было принято в соответствии с «общей целью свести к минимуму правительство и максимизировать управление», и что оно поможет правительству решить проблему дублирования, а также ненужных задержек.